# Collégiale Saint-Martin de La Brigue
La collégiale Saint-Martin est une église catholique située à La Brigue, en France.

## Localisation
L'église est située dans le département français des Alpes-Maritimes, sur la commune de La Brigue.

## Historique
La particularité de La Brigue, c'est qu'aucun monument n'est antérieur au XIIIe siècle alors que la ville est citée dès le XIe siècle dans la charte de Tende. À l'origine, la ville possédait trois églises paroissiales, une par quartier. À l'inverse de la plupart des villes anciennes des Alpes-Maritimes, elle n'a pas été implantée sur une hauteur mais au confluent de deux rivières, le rio Secco et la Levenza, près de la Roya, sur des routes de transit.
La collégiale Saint-Martin n'a pas été implantée au centre de son quartier, mais à l'extrémité occidentale. Ces dispositions particulières pourraient montrer que la communauté pré-féodale qui était libre et puissante, exploitant les bois et faisant de l'élevage, s'était développée dans les hauteurs dans un habitat dispersé puis s'était implantée dans la vallée au XIIIe siècle. 
Un texte du XIIIe siècle donne 500 hommes à La Brigue au milieu du XIIe siècle alors qu'il y a 204 hommes cités à Saorge en 1092. De la même manière, le territoire de La Brigue n'est devenu un fief au profit d'une branche cadette de la famille des Lascaris de Tende qu'au XIVe siècle. Le château n'a été construit que vers 1376
La collégiale Saint-Martin a été construite entre 1484 et 1509. Elle a été ouverte au culte le 1er août 1501 comme le montre le linteau du portail principal. Cette église est contemporaine de celle de Tende. Elle reprend le plan traditionnel roman des églises ligures de la fin du Moyen Âge.
Elle a succédé à une église plus ancienne dont on ne sait pas exactement où elle était implantée mais l'église actuelle a réemployé un linteau épigraphié dans le portail latéral nord. Sur ce linteau est représentée une main bénissante dans un cercle symbolisant la Sainte Trinité et un millésime gravé MCCXXXIIII, 1234, le plus ancien linteau connu dans la région. Cette date doit correspondre à la fin de la construction de la première église. Luc Thévenon indique que cette inscription a été ajoutée ultérieurement car les plus anciens linteaux sculptés de La Brigue datent du XVe siècle.
Le portail principal est un morceau d'architecture Renaissance antiquisante, peu représentée dans les Alpes-Maritimes, avec pilastres superposés, chapiteaux à feuillages, têtes d'angelots, arcs en plein cintre, réalisés en marbre ou en travertin blanc. Son style s'apparente au portail occidental Renaissance de la cathédrale de Turin datant de 1498. Le portail porte la date du 11 mars 1576 et une inscription traduite par :
À Dieu et au chef de l'Église nous qui ne sommes rien ici bas offrons nos dons et notre reconnaissance éternelle.
Ne pas voir la présence de Dieu équivaut à ne rien posséder sur la terre.
L'oculus est daté de 1578. 
La façade est décorée de bandes alternées de deux tons ocre jaune.
Un campanile élancé flanque le bas-côté sud de l'église, en retrait par rapport à la façade. Il rappelle les clochers lombards. Les baies géminées évoquent des modèles du XIIIe siècle et XIVe siècle pouvant faire croire que cette tour est plus ancienne que l'église. Il semble être lui aussi de la fin du XVe siècle. Sa flèche est polygonale avec des clochetons aux angles.

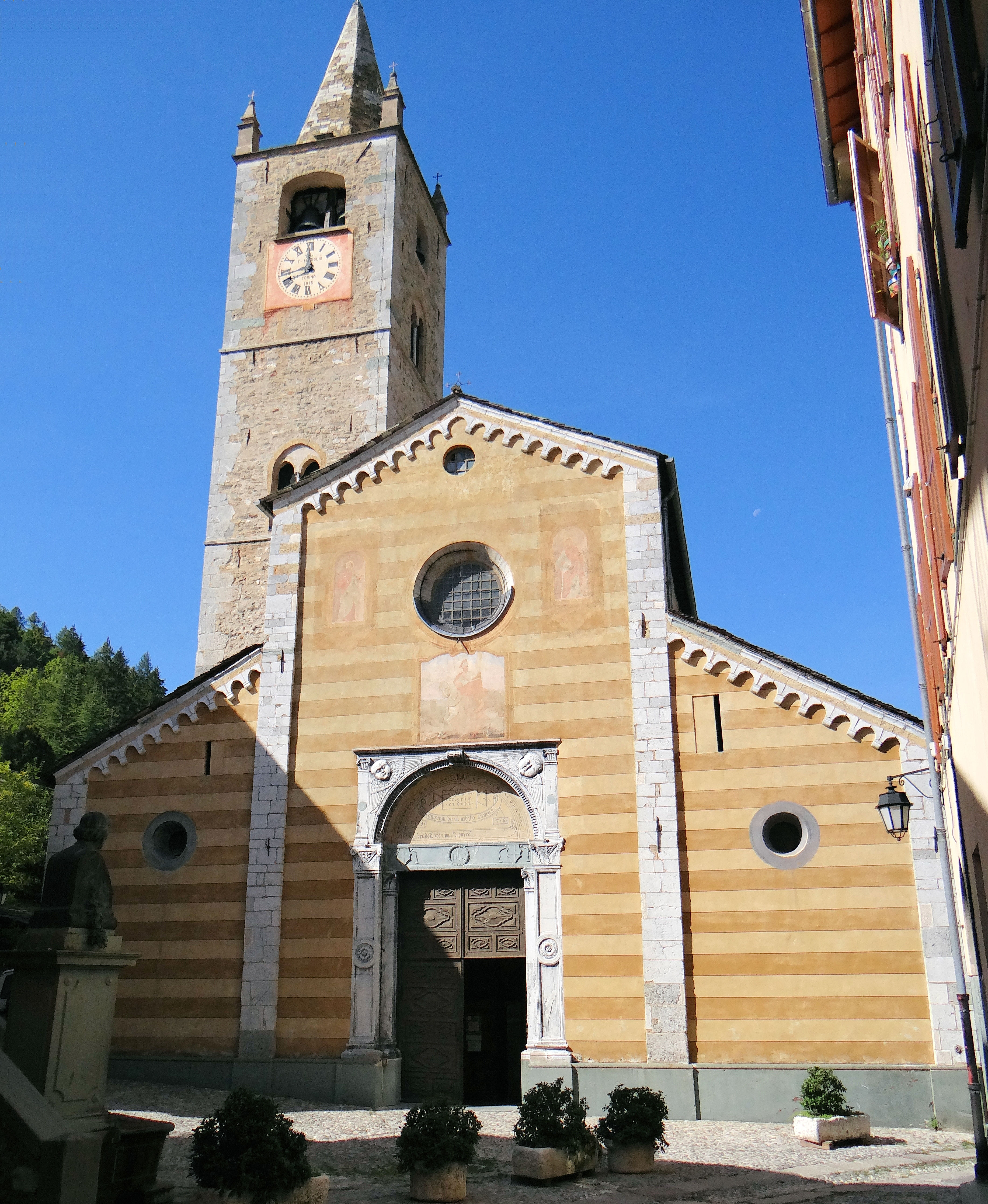
Façade et clocher.
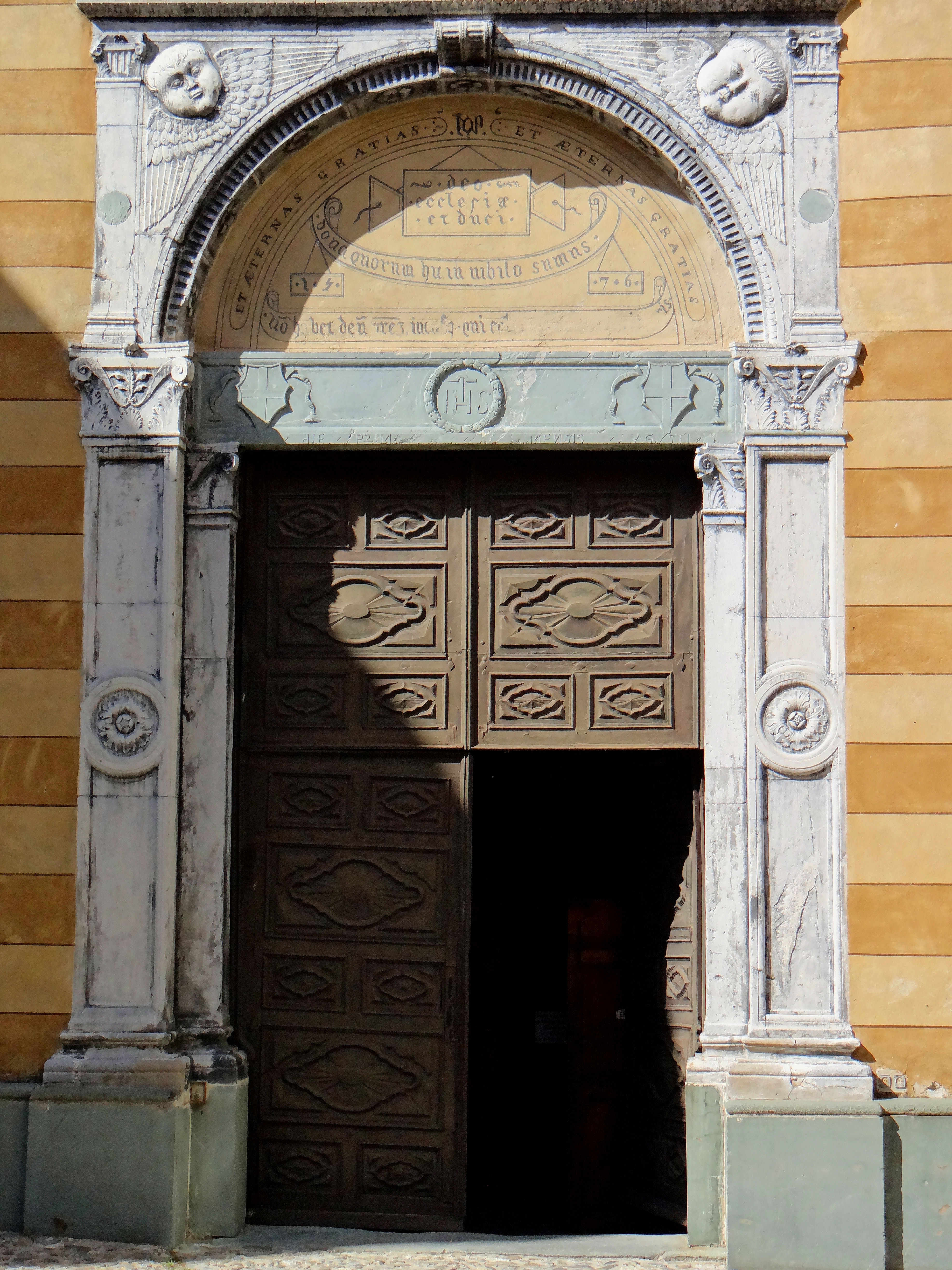
Portail principal.
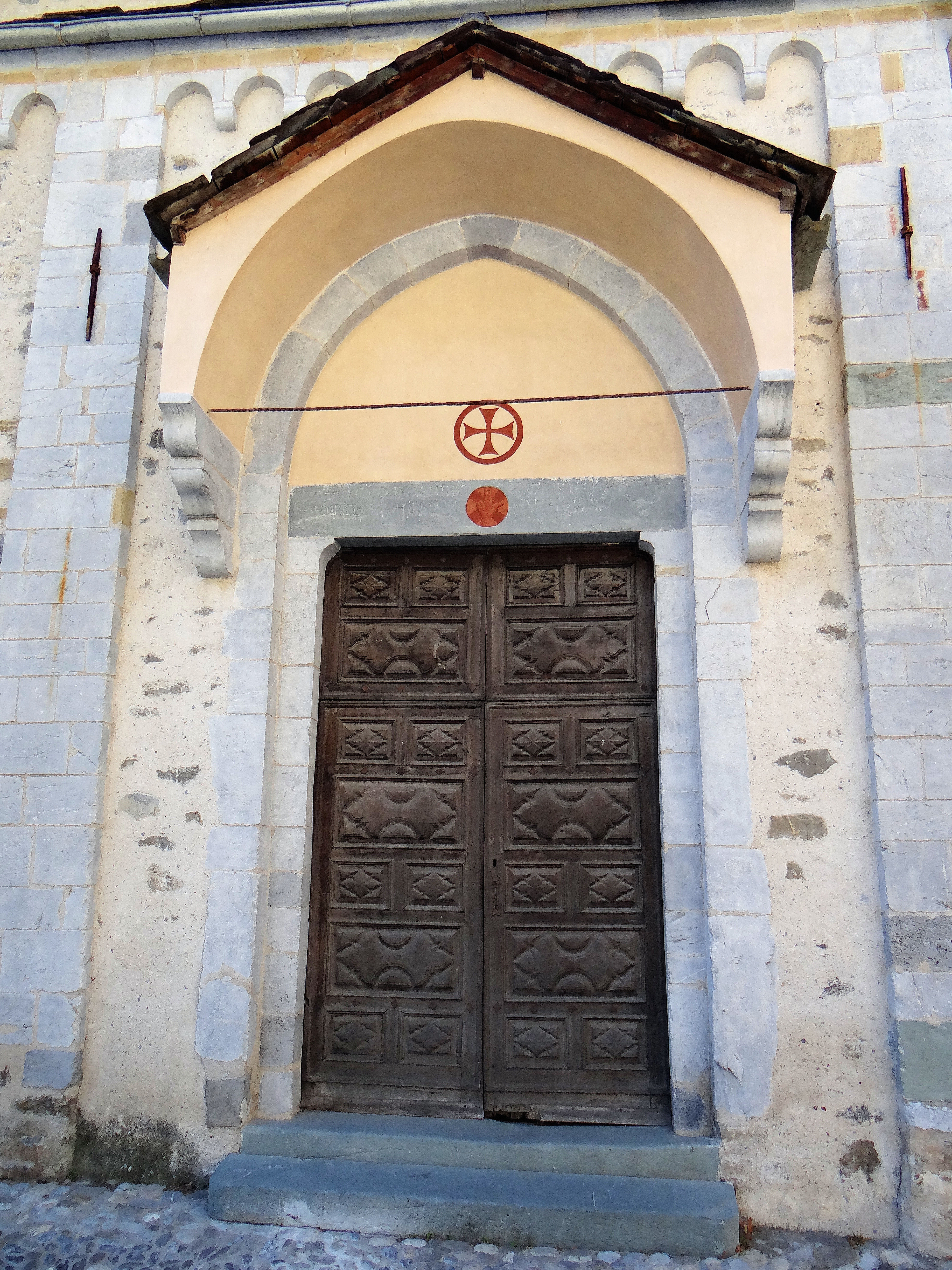
Portail latéral nord avec un linteau portant la date de MCCXXXIIII.

L'église est construite suivant un plan basilical. Seul le vaisseau central est fermé par une abside à cinq pans voûtée en cul-de-four. La nef centrale compte trois travées, soit six travées pour les bas-côtés. Cette disposition a conduit les constructeurs à prévoir une alternance de piles fortes, cruciformes, et de piles faibles, circulaires. L'architecture intérieure est une combinaison des styles gothique, Renaissance et Classique. La nef église est de style gothique par l'usage des voûtes d'ogives. Les piles en croix grecques adoptent les ordres classiques car elles formes des pilastres avec des chapiteaux toscans et ioniques à cornes sous les retombées des arcs-doubleaux de la nef centrale. Les piles faibles conservent une structure médiévale.

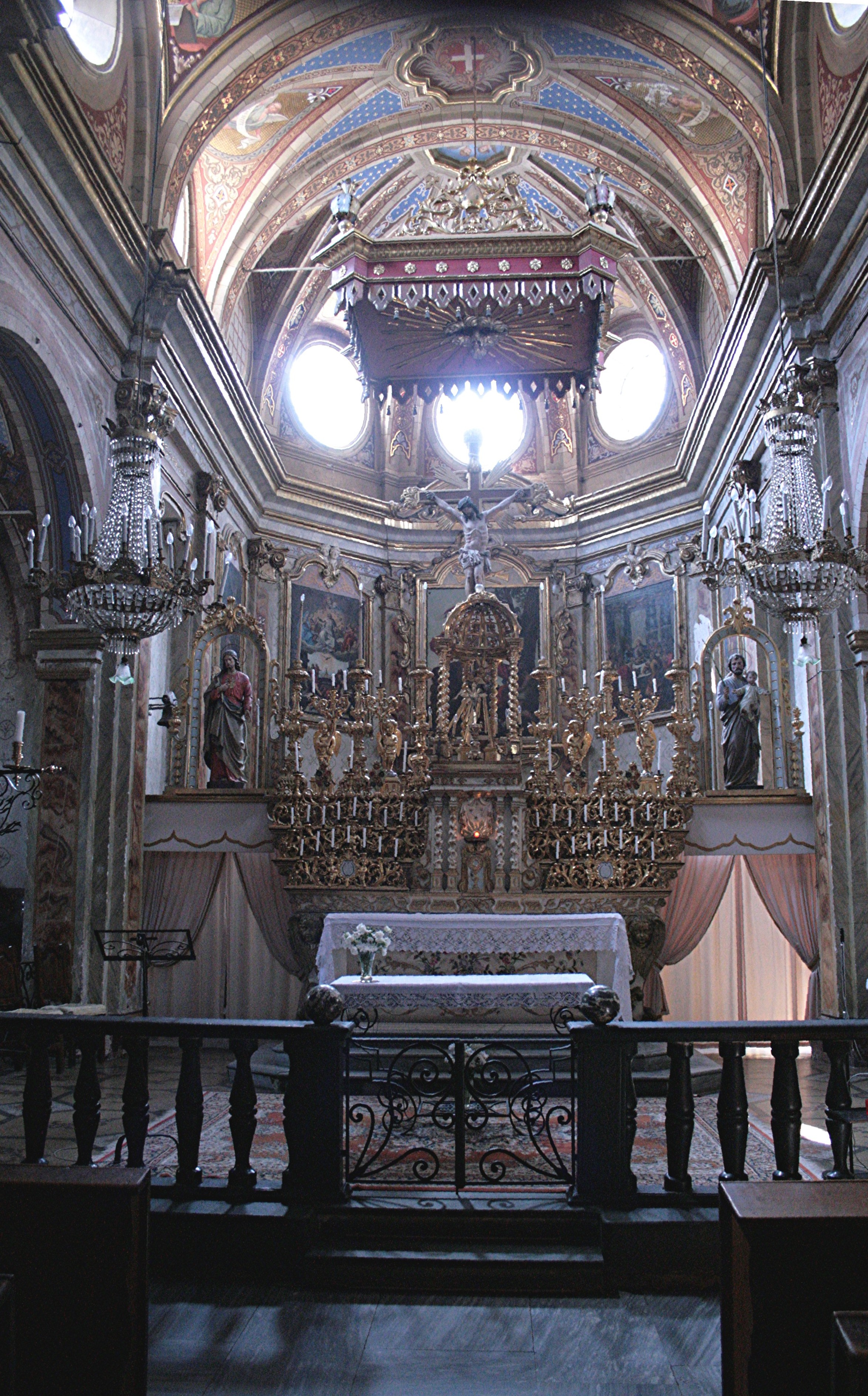
Le chœur.

Le chœur ne possède aucun élément de style gothique. Son architecture est caractéristique de l'architecture baroque niçoise. Luc Thévenon pense qu'il a pu être reconstruit au XVIIIe siècle bien que les élévations ne permettent pas de valider cette hypothèse.
L'édifice est classé au titre des monuments historiques le 3 mars 1949.

## Mobilier
La décoration de l'église a été réalisée à la fin du XIXe siècle. 
Ce qui retient l'intérêt de cette collégiale, c'est son ensemble de peintures de l'école des peintres primitifs niçois. Elle possède six retables ou panneaux, en particulier de Louis Bréa.

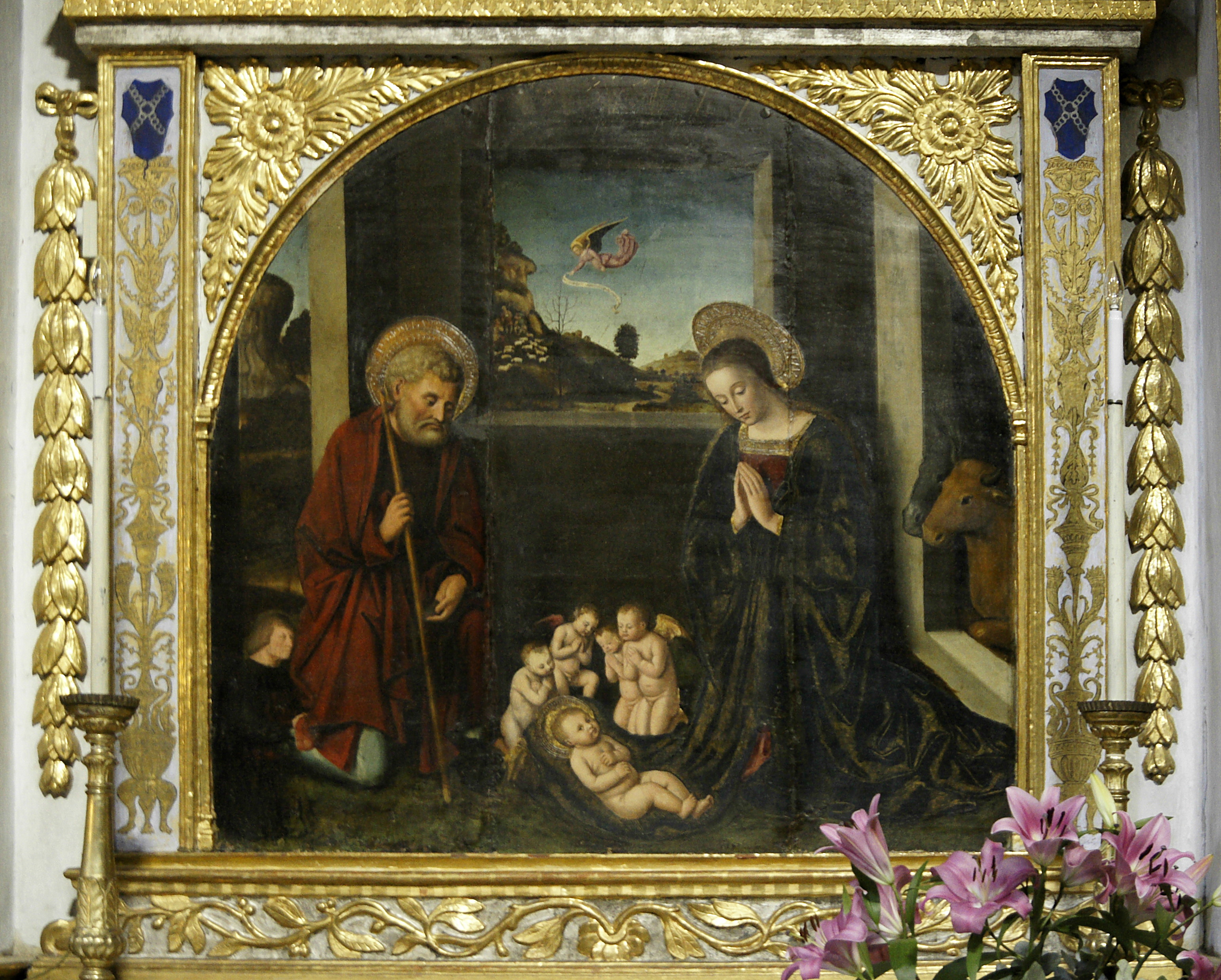
Retable de la Nativité
attribué à Louis Bréa (vers 1514).

- Autel de la famille Lanteri : Panneau de la Crucifixion. L'habillement du donateur, en bas à gauche, permet de dater l'œuvre autour de 1510.
- Autel d'une autre branche de la famille Lanteri : triptyque de sainte Marthe. Le costume de Madeleine et des détails de la prédelle permettent de dater l'œuvre autour de 1530.
- Autel de Spinelli : panneau du martyre de saint Érasme. On peut dater le panneau autour de 1515.
- Autel des Alberti : panneau de la Nativité[4], avec saint Joseph et Marie adorant l'Enfant. Au-dessus un ange annonce la naissance aux bergers. En bas, à gauche, le donateur en costume de style Louis XII. La prédelle a disparu. Deux panneaux placés au-dessus, de part et d'autre d'une sculpture représentant une Vierge à L'Enfant, représentent la scène de l'Annonciation avec un ange à gauche et la Vierge, à droite. Les peintures sont attribuées à Louis Bréa. Elles ont été placées dans un retable daté de 1710. Le donateur permet de dater l'œuvre autour de 1510.
- Panneau de l'Assomption, vestige d'un polyptyque, attribué parfois à François Bréa. Daté de 1540[5]. On peut rapprocher ce panneau du panneau central du retable de l'Assomption réalisé par François Bréa pour l'église Saint-Laurent de Roure.

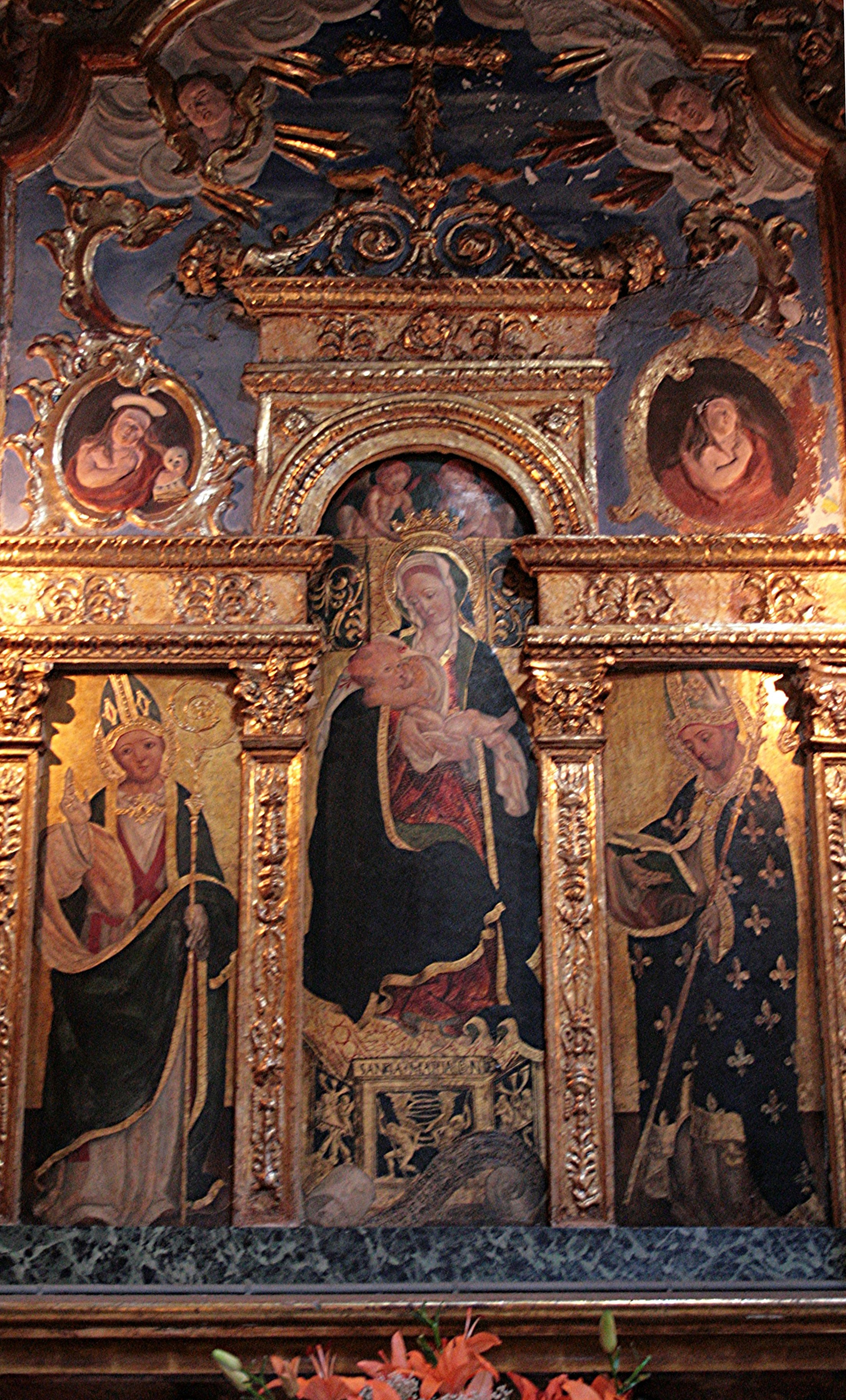
Triptyque Notre-Dame-des-Neiges.

- Autel des Lascaris : Triptyque Notre-Dame-des-Neiges[6], entre saint Nicolas et saint Louis de Toulouse dans un cadre en serlienne. L'œuvre a été réalisé en 1507 par Sébastien Fuseri. Elle a été commanditée par Petrino Lascaris, seigneur de La Brigue. L'historien d'art Tisserand lui a attribué la maîtrise d'œuvre de toute l'église mais sans preuves.
- Autel de la famille Pastorelli : Baptême du Christ, tableau du XVIIe siècle avec les donateurs, parents d'Honoré Pastorelli, avocat et syndic de Nice. Il a été réalisé par L. Baldoino, en 1610. On peut y voir la première vue détaillée de la ville.
- Un tableau du XVIIe siècle, provenant de la chapelle de la confrérie des Pénitents blancs, représentant saint Charles Borromée en prière[7].

## L'orgue Lingiardi
En 1849, l'évêque de Nice, Mgr Galvano, pousse le conseil de fabrique de la collégiale de La Brigue à acheter un nouvel orgue. L'orgue est acheté aux frères Lingiardi qui avaient réalisé en 1847 celui de l'église Saint-Sauveur de Saorge.
L'orgue a été classé au titre des Monuments historiques le 12 janvier 1971. La partie instrumentale de l'orgue a été classée en 1973.